# Phalerinae
Phalerinae підродина метеликів, що належать до родини Зубницеві ( Notodontidae ). Багато видів мають волохаті личинки, які живуть групами. Ця підродина найбільш поширена в Африці і Південно-Східної Азії.

## Класифікація
Класифікація групи складна і незатверджена.
Класифікація згідно з Butterflies and Moths of the World  [Архівовано 20 серпня 2011 у Wayback Machine.] :
- Acrosema Meigen 1830
- Antheua Walker 1855
- Antheura Druce 1888
- Datana Walker 1855
- Diastema Herrich-Schäffer 1855
- Diastema Aurivillius 1904
- Diastemina Gaede 1928
- Eumetopona Fitch 1856
- Hammatophora Westwood 1843
- Phalera Hübner 1819